# عملية حظر الطيران
عملية حظر الطيران كانت إحدى عمليات منظمة حلف شمال الأطلسي (الناتو) التي بدأت في 12 أبريل 1993 كإنفاذ منطقة حظر جوي تابعة للأمم المتحدة فوق البوسنة والهرسك. وسعت الأمم المتحدة وحلف شمال الأطلسي في وقت لاحق مهمة العملية لتشمل تقديم دعم جوي قريب لقوات الأمم المتحدة في البوسنة وتنفيذ ضربات جوية قسرية ضد أهداف في البوسنة. ساهم اثنا عشر من أعضاء الناتو بقوات في العملية، وبحلول نهايتها في 20 ديسمبر 1995، قام طيارو الناتو بنقل 100420 طلعة جوية.